# 너에게만 들려주고 싶어
"너에게만 들려주고 싶어"는 2017년에 개봉한 대한민국의 영화이다.

## 캐스팅
- 팀 : 성민 역
- 손하정 : 혜준 역
- 차수빈 : 정배 역
- 최종남 : 최원식 회장 역
- 박선웅 : 조 실장 역
- 한현아 : 주이 역
- 김나온 : 친구 역
- 정이삭 : 아이돌K 역
- 찬추린 : 직업녀 역
- 박윤근 : 편집장 역